# Форт Віннебаго

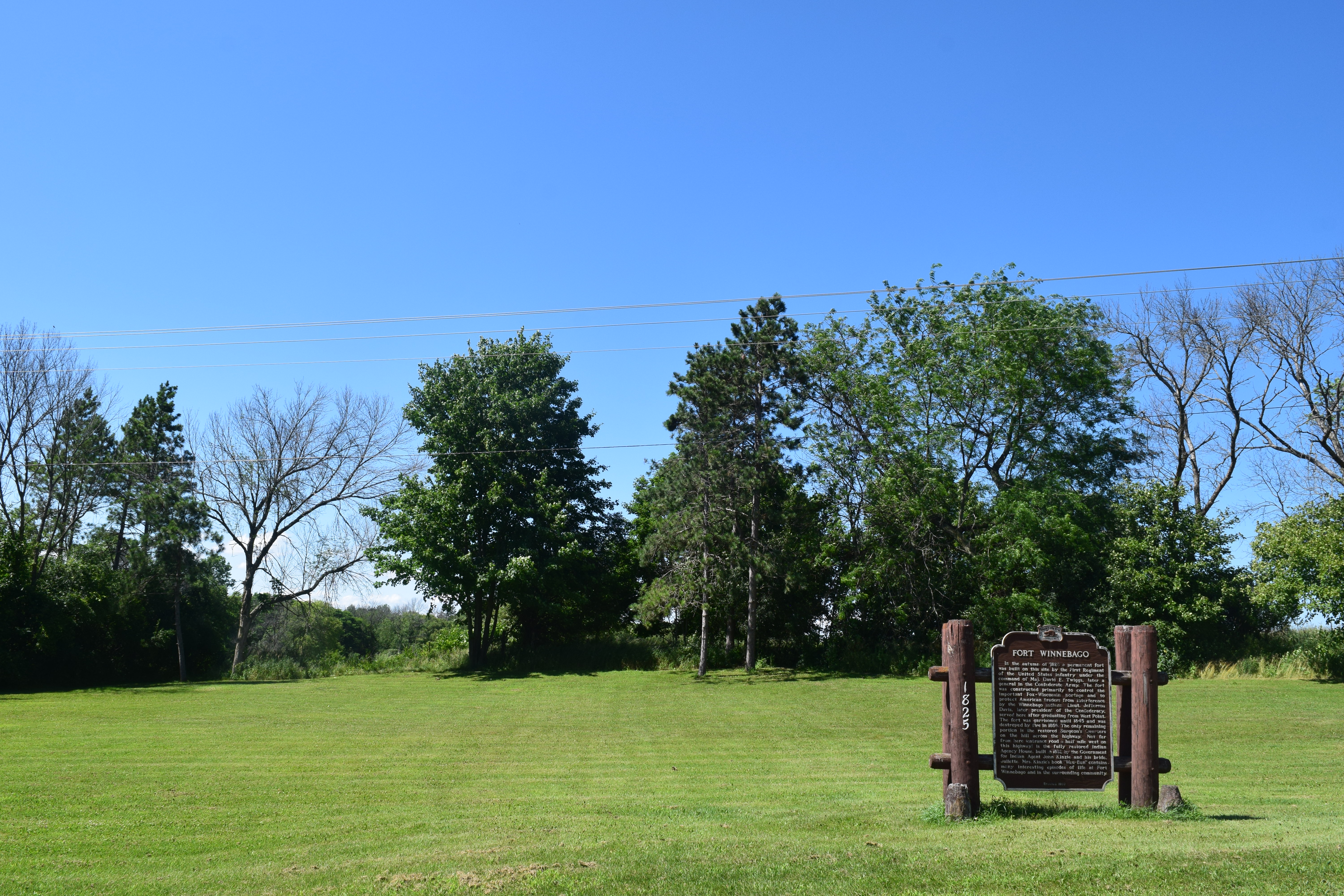
Історична позначка розташування форту Віннебаго

Форт Віннебаго — фортифікаційна споруда 19-го століття Армії США, яка розташована на пагорбі з видом на східний кінець проходу між річками Фокс та Вісконсин на схід від сучасного Портеджу, штат Вісконсин.
| Прапор США | Це незавершена стаття про Сполучені Штати Америки. Ви можете допомогти проєкту, виправивши або дописавши її. |